# Даниелсон (тауншип, Миннесота)
Даниельсон (англ. Danielson) — тауншип в округе Микер, Миннесота, США. На 2000 год его население составило 327 человек.

## География
По данным Бюро переписи населения США площадь тауншипа составляет 93,0 км², из которых 89,3 км² занимает суша, а 3,7 км² — вода (3,93 %).

## Демография
По данным переписи населения 2000 года здесь находились 327 человек, 111 домохозяйств и 94 семьи.  Плотность населения —  3,7 чел./км².  На территории тауншипа расположено 117 построек со средней плотностью 1,3 построек на один квадратный километр. Расовый состав населения: 98,17 % белых, 1,22 % азиатов и 0,61 % приходится на две или более других рас. Испанцы или латиноамериканцы любой расы составляли 0,31 % от популяции тауншипа.
Из 111 домохозяйств в 43,2 % воспитывались дети до 18 лет, в 76,6 % проживали супружеские пары, в 1,8 % проживали незамужние женщины и в 15,3 % домохозяйств проживали несемейные люди. 13,5 % домохозяйств состояли из одного человека, при том 4,5 % из — одиноких пожилых людей старше 65 лет. Средний размер домохозяйства — 2,95, а семьи — 3,24 человека.
30,9 % населения — младше 18 лет, 8,3 % — в возрасте от 18 до 24 лет, 24,5 % — от 25 до 44, 24,5 % — от 45 до 64, и 11,9 % — старше 65 лет. Средний возраст — 38 лет. На каждые 100 женщин приходилось 107,0 мужчин.  На каждые 100 женщин старше 18 приходилось 103,6 мужчин.
Средний годовой доход домохозяйства составлял 42 500 долларов, а средний годовой доход семьи —  46 250 долларов. Средний доход мужчин —  34 375  долларов, в то время как у женщин — 26 250. Доход на душу населения составил 17 234 доллара. За чертой бедности находились 4,9 % семей и 4,7 % всего населения тауншипа, из которых 3,7 % младше 18 и 9,3 % старше 65 лет.